# Жозе Энрике (футболист)
Жозе Энрике Родригиш Маркиш (порт. José Henrique Rodrigues Marques; род. 18 мая 1943, Аррентела, Seixal, Arrentela e Aldeia de Paio Pires) — португальский футболист, вратарь.

## Карьера

### Клубная карьера
Во взрослом футболе дебютировал в 1961 году в клубе «Амора», где играл на протяжении первых трёх сезонов своей игровой карьеры, а затем на один сезон перешёл в клуб «Сейшал». В 1965 году стал выступать за клуб ««Атлетико» (Лиссабон)», за который отыграл ещё один сезон.
В 1966 году перешёл в столичный клуб «Бенфика», где провёл большую часть своей карьеры. Вместе с клубом восемь раз выигрывал титул национального чемпиона, а также трижды становился обладателем Кубка Португалии. В 1968 году он сыграл в составе «Бенфики» в финале Кубка европейских чемпионов, но команда проиграла английскому клубу «Манчестер Юнайтед» со счётом 4:1. В 1971 году он непродолжительное время выступал за канадский клуб «Торонто Близзард» на правах краткосрочной аренды.
В 1979 году перешёл в «Насьонал» (Фуншал). Завершил карьеру футболиста в 1982 году в клубе «Спортинг» (Ковильян), за который выступал с 1981 года.

### Карьера в сборной
10 декабря 1969 года дебютировал в официальных матчах в составе национальной сборной Португалии в товарищеском матче с против сборной Англии, который завершился со счётом 1:0 в пользу англичан. Его последний выход на поле в составе сборной состоялся 13 октября 1973 года, когда команда сыграла вничью со счётом 2:2 против сборной Болгарии в отборочном матче чемпионата мира 1974 года.
Всего в составе сборной принял участие в 15 матчах, пропустив 12 голов.

### Тренерская карьера
Ещё будучи действующим игроком он тренировал свой последний клуб «Спортинг» (Ковильян). Спустя некоторое время он вернулся в «Бенфику», где работал тренером вратарей в молодёжных командах клуба.

## Достижения
«Бенфика»
- Чемпион Португалии: 1967/68, 1968/69, 1970/71, 1971/72, 1972/73, 1974/75, 1975/76, 1976/77[4]
- Обладатель Кубка Португалии: 1968/69, 1969/70, 1971/72[5]